# Vitesse individuelle masculine aux Jeux olympiques d'été de 2004
Navigation
Sydney 2000 Pékin 2008
La vitesse individuelle masculine, épreuve de cyclisme sur piste des Jeux olympiques d'été de 2004, a lieu du 22 au 24 août 2004. La course est remportée par le coureur Australien Ryan Bayley.
La compétition de vitesse individuelle des hommes consiste en une série de duels dans lesquels chaque cycliste faisait trois tours de pistes. Seuls les 200 derniers mètres des 750 mètres parcourus était comptés pour le temps officiel.

## Records
Avant cette compétition, les records dans cette discipline étaient les suivants :
| Record du monde  | 9 s 865  | Curt Harnett | Canada    | 28 septembre 1995 | Bogota  |
| Record olympique | 10 s 129 | Gary Neiwand | Australie | 24 juillet 1996   | Atlanta |

## Médaillés
| Or          | Argent   | Bronze     |
| Ryan Bayley | Theo Bos | René Wolff |

## Résultats

### Qualifications (22 août)
Des 19 coureurs, l'Allemand Stefan Nimke est le seul éliminé de ces qualifications.
| Rang | Coureur                 | Pays               | Temps      | Vitesse moyenne (km/h) |
| ---- | ----------------------- | ------------------ | ---------- | ---------------------- |
| 1    | Ryan Bayley             | Australie          | 10 s 177 Q | 70,747                 |
| 2    | Theo Bos                | Pays-Bas           | 10 s 214 Q | 70,491                 |
| 3    | René Wolff              | Allemagne          | 10 s 230 Q | 70,381                 |
| 4    | Mickaël Bourgain        | France             | 10 s 264 Q | 70,148                 |
| 5    | Laurent Gané            | France             | 10 s 271 Q | 70,100                 |
| 6    | Ross Edgar              | Grande-Bretagne    | 10 s 381 Q | 69,357                 |
| 7    | Damian Zieliński        | Pologne            | 10 s 441 Q | 68,958                 |
| 8    | José Antonio Villanueva | Espagne            | 10 s 446 Q | 68,925                 |
| 9    | Sean Eadie              | Australie          | 10 s 454 Q | 68,873                 |
| 10   | Łukasz Kwiatkowski      | Pologne            | 10 s 462 Q | 68,820                 |
| 11   | Josiah Ng On Lam        | Malaisie           | 10 s 515 Q | 68,473                 |
| 12   | Teun Mulder             | Pays-Bas           | 10 s 565 Q | 68,149                 |
| 13   | Barry Forde             | Barbade            | 10 s 597 Q | 67,943                 |
| 14   | Tomohiro Nagatsuka      | Japon              | 10 s 646 Q | 67,631                 |
| 15   | Chibum Kim              | Corée du Sud       | 10 s 673 Q | 67,459                 |
| 16   | Jaroslav Jerabek        | Slovaquie          | 10 s 758 Q | 66,926                 |
| 17   | Hee Chun Yang           | Corée du Sud       | 10 s 955 Q | 65,723                 |
| 18   | Alois Kaňkovský         | République tchèque | 10 s 956 Q | 65,717                 |
| 19   | Stefan Nimke            | Allemagne          | 11 s 338   | 63,503                 |

### Seizièmes de finale (22 août)
Les seizièmes de finale consistent en neuf séries de deux coureurs. Les vainqueurs accèdent aux huitièmes de finale, les perdants vont en repêchage. Stefan Nimke, éliminé en qualifications est finalement repêché pour ce Tour, à la suite du forfait de Tomohiro Nagatsuka.
| Série | Rang | Coureur                 | Pays               | Temps    |
| ----- | ---- | ----------------------- | ------------------ | -------- |
| 1     | 1    | Ryan Bayley             | Australie          | 10 s 510 |
| 1     | 2    | Stefan Nimke            | Allemagne          |          |
| 2     | 1    | Theo Bos                | Pays-Bas           | 10 s 799 |
| 2     | 2    | Alois Kaňkovský         | République tchèque |          |
| 3     | 1    | René Wolff              | Allemagne          | 11 s 104 |
| 3     | 2    | Hee Chun Yang           | Corée du Sud       |          |
| 4     | 1    | Mickaël Bourgain        | France             | 10 s 988 |
| 4     | 2    | Jaroslav Jerabek        | Slovaquie          |          |
| 5     | 1    | Laurent Gané            | France             | 11 s 166 |
| 5     | 2    | Chibum Kim              | Corée du Sud       |          |
| 6     | 1    | Ross Edgar              | Grande-Bretagne    | 10 s 768 |
| 6     | 2    | Barry Forde             | Barbade            |          |
| 7     | 1    | Damian Zieliński        | Pologne            | 10 s 833 |
| 7     | 2    | Teun Mulder             | Pays-Bas           |          |
| 8     | 1    | José Antonio Villanueva | Espagne            | 11 s 234 |
| 8     | 2    | Josiah Ng On Lam        | Malaisie           |          |
| 9     | 1    | Sean Eadie              | Australie          | 11 s 025 |
| 9     | 2    | Łukasz Kwiatkowski      | Pologne            |          |

### Seizièmes de finale - repêchages (22 août)
Les neuf perdants des seizièmes de finale se mesurent dans trois séries de trois coureurs, chaque gagnant est repêché pour les huitièmes de finale.
| Série | Rang | Coureur            | Pays               | Temps    |
| ----- | ---- | ------------------ | ------------------ | -------- |
| 1     | 1    | Barry Forde        | Barbade            | 10 s 731 |
| 1     | 2    | Łukasz Kwiatkowski | Pologne            |          |
| 1     | 3    | Stefan Nimke       | Allemagne          |          |
| 2     | 1    | Teun Mulder        | Pays-Bas           | 10 s 740 |
| 2     | 2    | Chibum Kim         | Corée du Sud       |          |
| 2     | 3    | Alois Kaňkovský    | République tchèque |          |
| 3     | 1    | Josiah Ng On Lam   | Malaisie           | 11 s 006 |
| 3     | 2    | Hee Chun Yang      | Corée du Sud       |          |
| 3     | 3    | Jaroslav Jerabek   | Slovaquie          |          |

### Huitièmes de finale (22 août)
Les douze coureurs sont répartis dans six manches. Chaque gagnant est qualifié directement pour les quarts de finale alors que les perdants obtiennent une deuxième chance aux repêchages.
| Série | Rang | Coureur                 | Pays            | Temps    |
| ----- | ---- | ----------------------- | --------------- | -------- |
| 1     | 1    | Ryan Bayley             | Australie       | 10 s 520 |
| 1     | 2    | Josiah Ng On Lam        | Malaisie        |          |
| 2     | 1    | Theo Bos                | Pays-Bas        | 11 s 164 |
| 2     | 2    | Teun Mulder             | Pays-Bas        |          |
| 3     | 1    | René Wolff              | Allemagne       | 10 s 548 |
| 3     | 2    | Barry Forde             | Barbade         |          |
| 4     | 1    | Mickaël Bourgain        | France          | 10 s 936 |
| 4     | 2    | Sean Eadie              | Australie       |          |
| 5     | 1    | Laurent Gané            | France          | 10 s 772 |
| 5     | 2    | José Antonio Villanueva | Espagne         |          |
| 6     | 1    | Damian Zieliński        | Pologne         | 10 s 848 |
| 6     | 2    | Ross Edgar              | Grande-Bretagne |          |

### Huitièmes de finale - Repêchages (22 août)
Les repêchages consistent en deux séries de trois coureurs, soit les six éliminés des huitièmes de finale. Les deux gagnants de ces séries accèdent aux quarts de finale alors que les perdants concourent pour les places 9 à 12.
| Série | Rang | Coureur                 | Pays            | Temps    |
| ----- | ---- | ----------------------- | --------------- | -------- |
| 1     | 1    | Ross Edgar              | Grande-Bretagne | 10 s 906 |
| 1     | 2    | Josiah Ng On Lam        | Malaisie        |          |
| 1     | 3    | Sean Eadie              | Australie       |          |
| 2     | 1    | Barry Forde             | Barbade         | 11 s 294 |
| 2     | 2    | Teun Mulder             | Pays-Bas        |          |
| 2     | 3    | José Antonio Villanueva | Espagne         |          |

### Quarts de finale (23 août)
Pendant ces quatre quarts de finale, les coureurs s'affrontent dans des duels au meilleur des trois manches. Les quatre gagnants sont qualifiés pour les demi-finales sans avoir besoin d'une troisième manche, alors que les éliminés s'affronteront pour les places 5 à 8.
| Série | Rang | Coureur          | Pays            | Temps par manche | Temps par manche | Temps par manche |
| ----- | ---- | ---------------- | --------------- | ---------------- | ---------------- | ---------------- |
| 1     | 1    | Ryan Bayley      | Australie       | 10 s 733         | 10 s 807         |                  |
| 1     | 2    | Barry Forde      | Barbade         |                  |                  |                  |
| 2     | 1    | Theo Bos         | Pays-Bas        | 11 s 024         | 10 s 905         |                  |
| 2     | 2    | Ross Edgar       | Grande-Bretagne |                  |                  |                  |
| 3     | 1    | René Wolff       | Allemagne       | 10 s 556         | 10 s 749         |                  |
| 3     | 2    | Damian Zieliński | Pologne         |                  |                  |                  |
| 4     | 1    | Laurent Gané     | France          | 11 s 018         | 10 s 876         |                  |
| 4     | 2    | Mickaël Bourgain | France          |                  |                  |                  |

### Classements 9-12 (24 août)
Pour déterminer le classement de la neuvième à la douzième place, les quatre éliminés des repêchages ont disputé une course, le gagnant prenant la neuvième place de l'épreuve et ainsi de suite.
| Rang | Coureur                 | Pays      | Temps    |
| ---- | ----------------------- | --------- | -------- |
| 1    | José Antonio Villanueva | Espagne   | 11 s 063 |
| 2    | Teun Mulder             | Pays-Bas  |          |
| 3    | Josiah Ng On Lam        | Malaisie  |          |
| 4    | Sean Eadie              | Australie |          |

### Classements 5-8 (24 août)
Les quatre éliminés des quarts de finale ont disputé une course, le gagnant prenant la cinquième place de l'épreuve et ainsi de suite.
| Rang | Coureur          | Pays            | Temps    |
| ---- | ---------------- | --------------- | -------- |
| 1    | Ross Edgar       | Grande-Bretagne | 11 s 214 |
| 2    | Barry Forde      | Barbade         |          |
| 3    | Damian Zieliński | Pologne         |          |
| 4    | Mickaël Bourgain | France          |          |

### Demi-finale (24 août)
Les coureurs s'affrontent dans des duels au meilleur des trois manches. Les deux gagnants se qualifient pour la finale sans avoir besoin d'une troisième manche.
| Série | Rang | Coureur      | Pays      | Temps par manche | Temps par manche | Temps par manche |
| ----- | ---- | ------------ | --------- | ---------------- | ---------------- | ---------------- |
| 1     | 1    | Ryan Bayley  | Australie | 10 s 546         | 10 s 638         |                  |
| 1     | 2    | Laurent Gané | France    |                  |                  |                  |
| 2     | 1    | Theo Bos     | Pays-Bas  | 10 s 502         | 10 s 639         |                  |
| 2     | 2    | René Wolff   | Allemagne |                  |                  |                  |

### Classement 3-4 (24 août)
Les coureurs s'affrontent pour la médaille de bronze au meilleur des trois manches. Comme René Wolff remporte les deux premières manches, la troisième n'est pas courue.
| Rang | Coureur      | Pays      | Temps par manche | Temps par manche |
| ---- | ------------ | --------- | ---------------- | ---------------- |
| 3    | René Wolff   | Allemagne | 10 s 677         | 10 s 612         |
| 4    | Laurent Gané | France    |                  |                  |

### Finale (24 août)
La finale se dispute au meilleur des trois manches. Bos remporte la première manche, mais Bayley le bat dans le deuxième. La troisième manche décisive permet à Bayley de devenir champion olympique devant son public.
| Rang | Coureur     | Pays      | Temps par manche | Temps par manche | Temps par manche |
| ---- | ----------- | --------- | ---------------- | ---------------- | ---------------- |
| 1    | Ryan Bayley | Australie |                  | 10 s 661         | 10 s 743         |
| 2    | Theo Bos    | Pays-Bas  | 10 s 710         |                  |                  |

### Classement final
| Rang | Coureur                 | Pays               |
| ---- | ----------------------- | ------------------ |
| 1    | Ryan Bayley             | Australie          |
| 2    | Theo Bos                | Pays-Bas           |
| 3    | René Wolff              | Allemagne          |
| 4    | Laurent Gané            | France             |
| 5    | Ross Edgar              | Grande-Bretagne    |
| 6    | Barry Forde             | Barbade            |
| 7    | Damian Zieliński        | Pologne            |
| 8    | Mickaël Bourgain        | France             |
| 9    | José Antonio Villanueva | Espagne            |
| 10   | Teun Mulder             | Pays-Bas           |
| 11   | Josiah Ng On Lam        | Malaisie           |
| 12   | Sean Eadie              | Australie          |
|      | Łukasz Kwiatkowski      | Pologne            |
|      | Stefan Nimke            | Allemagne          |
|      | Chibum Kim              | Corée du Sud       |
|      | Alois Kaňkovský         | République tchèque |
|      | Yang Hee-Chun           | Corée du Sud       |
|      | Jaroslav Jerabek        | Slovaquie          |
| ab.  | Tomohiro Nagatsuka      | Japon              |

## Sources
- (en) Cet article est partiellement ou en totalité issu de l’article de Wikipédia en anglais intitulé « Cycling at the 2004 Summer Olympics – Men's sprint » (voir la liste des auteurs).
- (en) Résultats sur sports-reference